# Gerhard Bidlingmaier
Gerhard Bidlingmaier (* 29. Mai 1907 in Zwiefalten; † 28. Januar 1971) war ein deutscher Seeoffizier, zuletzt Kapitän zur See der Bundesmarine, und Marinehistoriker.

## Leben
Gerhard Bidlingmaier war ein Sohn des Pfarrers Theodor Bidlingmaier (1872–1940), besuchte die Elementarschule in Ravensberg und trat nach Abschluss seines Abiturs am 1. April 1925 in die Reichsmarine ein (Crew 1925).
Als Freiwilliger kam er zur 1. Kompanie der I. Abteilung der Schiffsstammdivision der Ostsee nach Wilhelmshaven. Vom 1. August 1925 bis 12. Januar 1926 war er auf dem Segelschulschiff Niobe und war hier Mitte November 1925 zum Seekadett ernannt worden. Mit dem Kreuzer Hamburg nahm er von Mitte Februar 1926 bis Mitte März 1927 an einer Weltreise teil. Von Ende März 1927 bis 1. April 1928 war er als Fähnrich zur See zur Marineschule kommandiert. Anschließend legte er die Seeoffizierhauptprüfung ab und besuchte Fähnrichswaffenlehrgänge. Vom 4. Februar 1929 bis 15. April 1929 war er auf dem Linienschiff Hessen und dann bis 28. September 1929 auf dem Kreuzer Königsberg, wobei er hier am 1. Juni 1929 zum Oberfähnrich zur See befördert wurde. Im Oktober 1929 zum Leutnant zur See befördert, kam er mit der Indienststellung des Kreuzers im November 1929 auf die Karlsruhe. Mit dieser nahm er bis 9. Dezember 1930 erneut an einer Weltreise teil, welche um Afrika und Südamerika führte. Ab 21. Dezember 1930 war er Kompanieoffizier in der II. Abteilung der Schiffsstammdivision der Ostsee, wurde hier am 1. Juli 1931 Oberleutnant zur See und blieb in der Position bis 27. September 1932. Anschließend war er für 3 Jahre Kommandant der 1. Räumbootsflottille. In dieser Position in die Kriegsmarine übernommen, war er ab 28. September 1935 auf dem Leichten Kreuzer Nürnberg eingesetzt. Auf der Nürnberg blieb er bis 29. September 1937 und wurde hier im November 1935 zum Kapitänleutnant befördert. Anschließend wurde er Führer der 1. Kompanie der IV. Schiffsstammabteilung der Nordsee.
Von August 1939 bis Dezember 1939 war er erster Kommandant des kurz vorher requirierten Minenschiffes Cobra. Im August 1940 wurde beim Führer der Minenschiffe für die Vorbereitung der Operation Seelöwe ein zweiter Führer der Minenschiffe eingerichtet, worunter u. a. das Minenschiff Cobra zugeordnet wurde. Hier war Bidlingmaier bis zur Auflösung im November 1940 Admiralstabsoffizier.
Von Mai 1941 bis März 1942 war er Navigationsoffizier auf dem Schlachtschiff Tirpitz.
Im Juni/Juli 1942 war Bidlingmaier als Korvettenkapitän in Vertretung Chef der 46. Minensuchflottille. Er war ab Juli 1942 bis zur Auflösung im November 1942 Chef der 18. Minensuchflottille. Anschließend war er als Fregattenkapitän von der Aufstellung Anfang Dezember 1942 bis zur Auflösung im August 1944 Chef der 28. Minensuchflottille (Pauillac) bei der 4. Sicherungs-Division, welche aus der 18. Minensuchflottille gebildet worden war. Mit der Aufstellung der Marineregiment von Pflugk-Harttung bei der Marinebrigade Weber im August 1944 wurde er hier Kommandeur der III. Abteilung. Bereits Mitte September 1944 geriet die Brigade in britische Gefangenschaft.
Im Oktober 1956 trat Bidlingmaier in die Bundesmarine ein. Bis 1962 war er Lehroffizier für Geschichte und Seestrategie an der Marineschule Mürwik. Anschließend ging er als Leiter der Abteilung Marine- und Seekriegsgeschichte an das Militärgeschichtliche Forschungsamt nach Freiburg. 1967 ging er als Kapitän zur See in den Ruhestand.
Am 10. Januar 1968 erhielt er das Verdienstkreuz 1. Klasse verliehen. Er starb nach schwerer Krankheit 1971.

## Werke (Auswahl)
- Erfolg und Ende des Schlachtschiffes Bismarck. In: Wehrwissenschaftliche Rundschau 9, 1959, S. 261–281.
- Unternehmen Cerberus–Der Kanaldurchbruch. In: Marine-Rundschau 1, 1962, S. 19–40.
- Einsatz der schweren Kriegsmarineeinheiten im ozeanischen Zufuhrkrieg. Vowinckel, 1963.
- Die strategischen und operativen Überlegungen der Marine 1937–1942. In: Wehrwissenschaftliche Rundschau 13, 1963, S. 312–331.
- Die Grundlagen für die Zusammenarbeit Luftwaffe/Kriegsmarine und ihre Erprobung in den ersten Kriegsmonaten. In: Beiträge zur Wehrforschung, Band IV, Darmstadt, 1964.
- Die Entstehung der Freikorps im Baltikum 1918. In: Wehrwissenschaftliche Rundschau 15, 1965, S. 458–462.
- Handbuch des Seeoffiziers, Band 5: Seegeltung in der deutschen Geschichte. Wehr und Wissen Verlagsgesellschaft, 1967.
- Carl-Axel Gemzell, Raeder, Hitler und Skandinavien. In: Marine-Rundschau 64, 1967, S. 195–198.
- KM Admiral Graf Spee: Pocket Battleship, 1932–1939. Profile Publications, Windsor UK, 1971.